# McLeod (Dakota du Nord)
Pour les articles homonymes, voir MacLeod.
McLeod est une census-designated place située dans le comté de Ransom, dans l’État du Dakota du Nord, aux États-Unis. Sa population s’élevait à 27 habitants lors du recensement de 2010.

## Histoire
McLeod s’est d’abord appelée Sandoun en raison des nombreuses dunes de sable des environs. La localité a été renommée McLeod d’après J. J. McLeod, un promoteur immobilier.

## Démographie
| Groupe            | McLeod | Dakota du Nord | États-Unis |
| ----------------- | ------ | -------------- | ---------- |
| Blancs            | 100    | 90,0           | 72,4       |
| Autres            | 0      | 100            | 27,6       |
| Total             | 100    | 100            | 100        |
|                   |        |                |            |
| Latino-Américains | 0      | 2,0            | 16,7       |

Selon l’American Community Survey, pour la période 2011-2015, 100 % de la population âgée de plus de 5 ans déclare parler l'anglais à la maison.

## Climat
Le climat de McLeod est de type continental humide, abrégé Dfb dans la classification de Köppen.

## À noter
Bien que n’étant pas incorporée, McLeod dispose d’un bureau de poste et d’un code postal.

## Source
- (en) Cet article est partiellement ou en totalité issu de l’article de Wikipédia en anglais intitulé « McLeod, North Dakota » (voir la liste des auteurs).

1. ↑  (en) « Population of North Dakota - Census 2010 and 2000 », sur censusviewer.com.
2. ↑  (en) « McLeod, ND Population - Census 2010 and 2000 », sur censusviewer.com.
3. ↑  (en) « Language spoken at home by ability to speak English for the population 5 years and over », sur factfinder.census.gov.
4. ↑  (en) Climate Summary for McLeod, North Dakota